# Christina Carlwind
Christina Carlwind, född 22 januari 1944 i Katrineholm, är en svensk skådespelare. Carlwind studerade drama vid Dramatens elevskola. Hon filmdebuterade 1961 i Arne Mattssons Ljuvlig är sommarnatten.

## Filmografi
- 1961 – Ljuvlig är sommarnatten
- 1962 – Biljett till paradiset
- 1965 – Nattmara
- 1966 – Träfracken
- 1967 – Mördaren – en helt vanlig person
- 1968 – Siste nudisten
- 1969 – Miss and Mrs. Sweden
- 1972 – Firmafesten
- 1973 – Bröllopet
- 1974 – Sams
- 1976 – Polare
- 1976 – Asterix 12 stordåd
- 1980 – Trälarnas barn
- 1980 – Marmeladupproret
- 1981 – Olsson per sekund eller Det finns ingen anledning till oro
- 1985 – Mitt liv som hund
- 1985–1986 – Vägen till Gyllenblå (TV-serie)
- 1991 – Askungen och jag

## Teater

### Roller (ej komplett)
| År   | Roll        | Produktion                                       | Regi           | Teater                    |
| ---- | ----------- | ------------------------------------------------ | -------------- | ------------------------- |
| 1965 | En hovdam   | Yvonne, prinsessa av Bourgogne Witold Gombrowicz | Alf Sjöberg    | Dramaten                  |
| 1967 | Kattflickan | Sock! Bang! Svisch! Smack! Vroom! Lars Forssell  | Ulf Palme      | Dramaten                  |
| 1967 | Marie       | Woyzeck Georg Büchner                            | Mats Ek        | Marionetteatern           |
| 1968 |             | En midsommarnattsdröm William Shakespeare        | Hans Bergström | Riksteatern               |
| 1972 |             | Små, små ord till tröst                          | Per Siwe       | Flexteatern               |
| 1976 |             | Hemmet Kent Andersson och Bengt Bratt            | Ulf Andrée     | Uppsala-Gävle Stadsteater |